# Open University
Cet article possède un paronyme, voir Université ouverte.
L'Université ouverte (en anglais : The Open University ou OU) est une université publique et ouverte située au Royaume-Uni et fondée en 1969.  Son administration est à Milton Keynes, dans le Buckinghamshire, elle fonctionne aussi dans treize centres régionaux. L'université délivre les licences, les diplômes et les certificats ainsi que des masters et les doctorats.
Avec plus de 50 000 étudiants en 2011, elle est l'établissement d'enseignement le plus grand du pays. La plupart des étudiants se trouvent au Royaume-Uni, mais il y en a plus de 25 000 qui étudient en Europe, en Afrique et en Asie de l'Est. Depuis qu'elle a été fondée, plus de 3 millions de personnes y ont suivi des cours. Un sondage national fait parmi des étudiants en 2005, réalisé par le gouvernement britannique en Angleterre, au Pays de Galles et en Irlande du Nord, a établi que ses étudiants étaient les plus satisfaits. Dans un pays où l'accès à l'enseignement supérieur reste très sélectif, elle apparaît quelquefois  comme l'université de la deuxième chance et a été à l'origine de la création d'autres établissements du même genre.

## Fondation

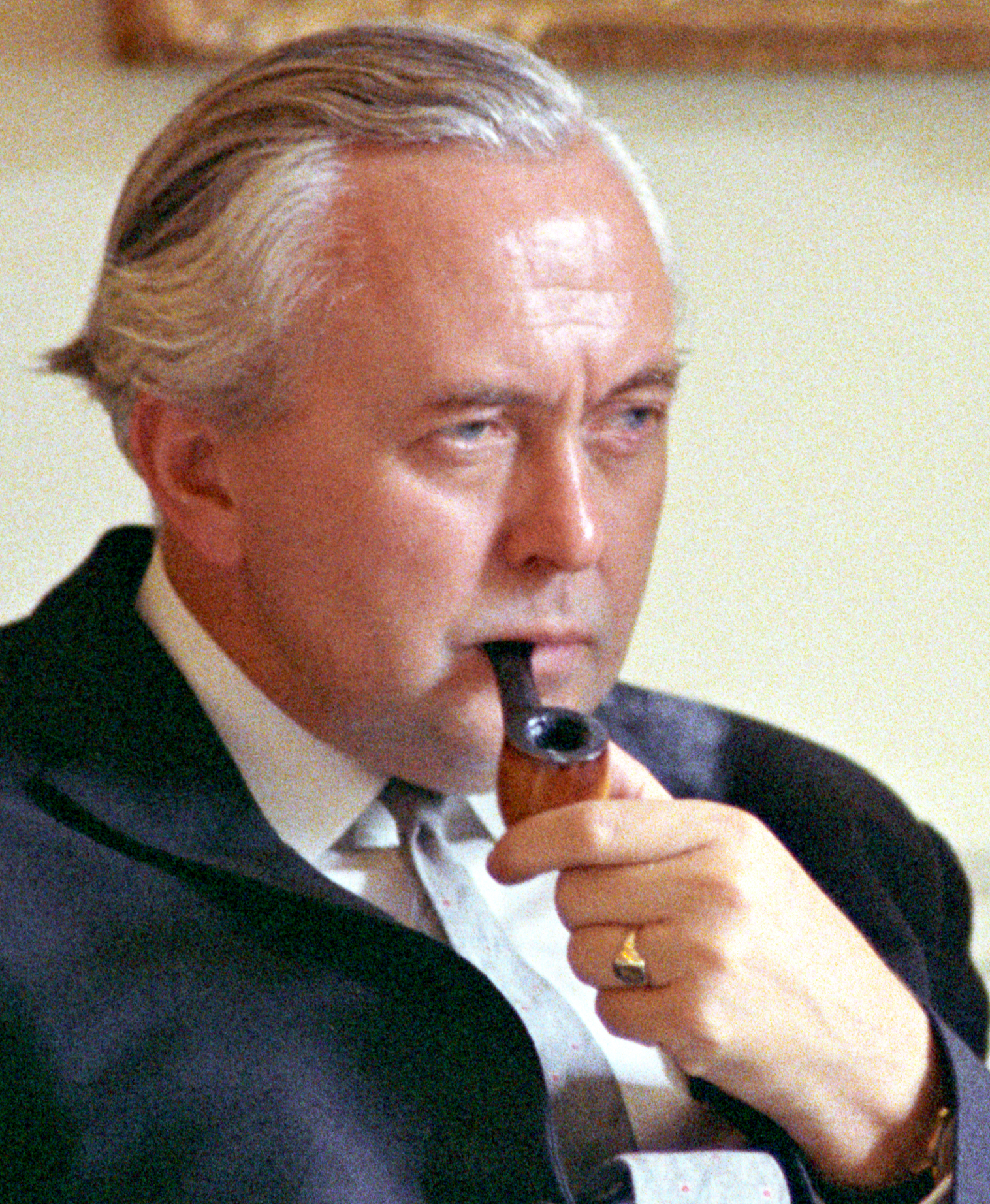
Harold Wilson a été Premier ministre du Royaume-Uni de 1964 à 1970 et de 1974 à 1976.

L'Open University a été fondée par le gouvernement travailliste de Harold Wilson,. La création a débuté en 1965 avec un comité qui comprenait des directeurs d'autres universités, des experts du domaine de l'éducation et des représentants de la BBC.
L'élection du gouvernement conservateur d'Edward Heath en 1970 a entraîné une réduction du budget (par Iain Macleod qui était, à l'époque, ministre de l'Économie et des Finances et qui avait déclaré que l'idée d'une telle université était « une absurdité méprisable »). Néanmoins elle a ouvert ses portes à 25 000 étudiants dès sa première année de fonctionnement en 1971, avec l'intention d'être disponible pour tous. Ses méthodes d'enseignement étaient parfois considérées comme radicales. À l'époque le nombre d'étudiants dans les universités établies était de 130 000.
Depuis sa fondation, l'OU a inspiré la fondation de nombreuses autres institutions du genre dans le monde entier.

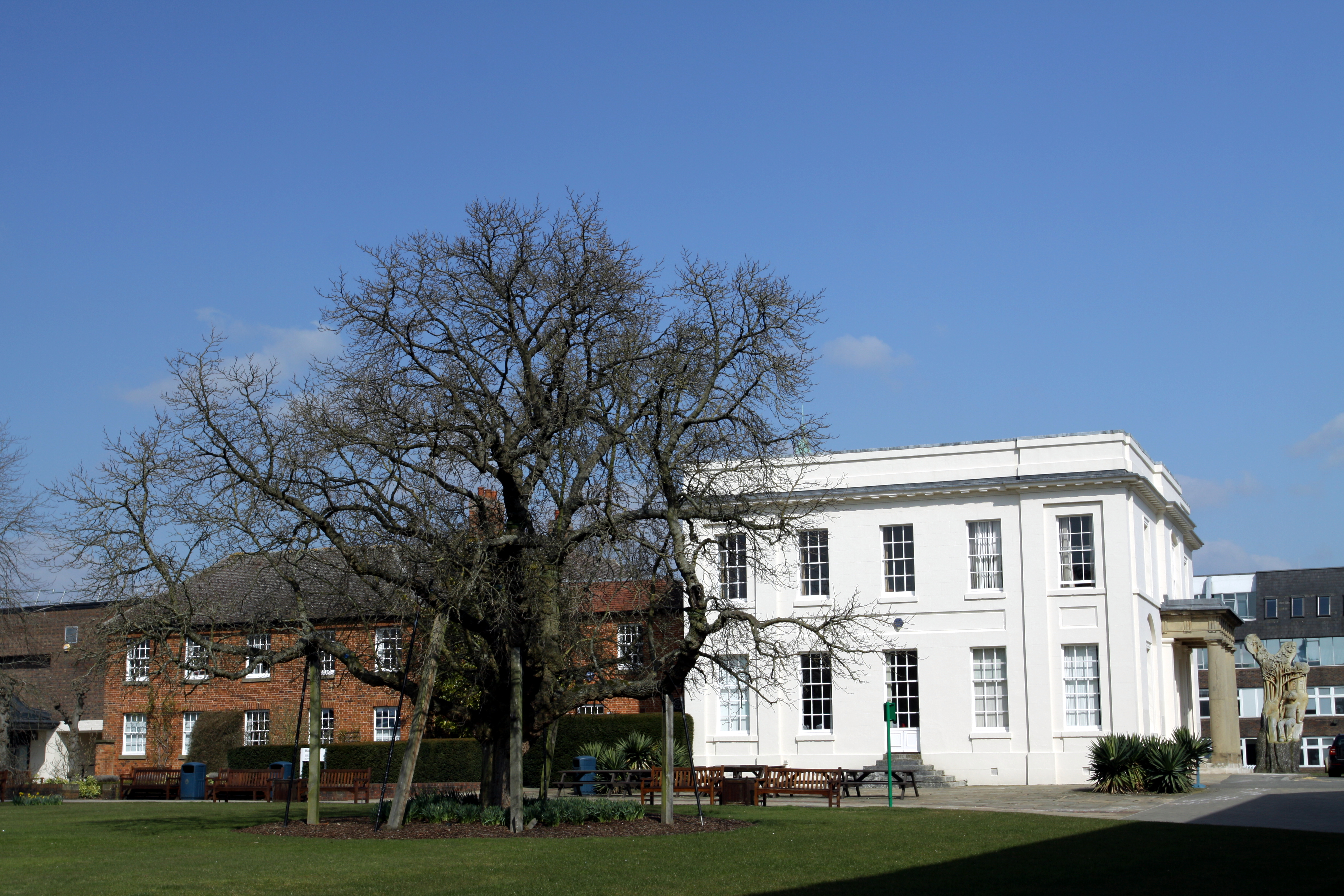
Le manoir de Walton Hall, le bureau du vice-chancelier et le deuxième plus ancien bâtiment du campus.

## Étudiants

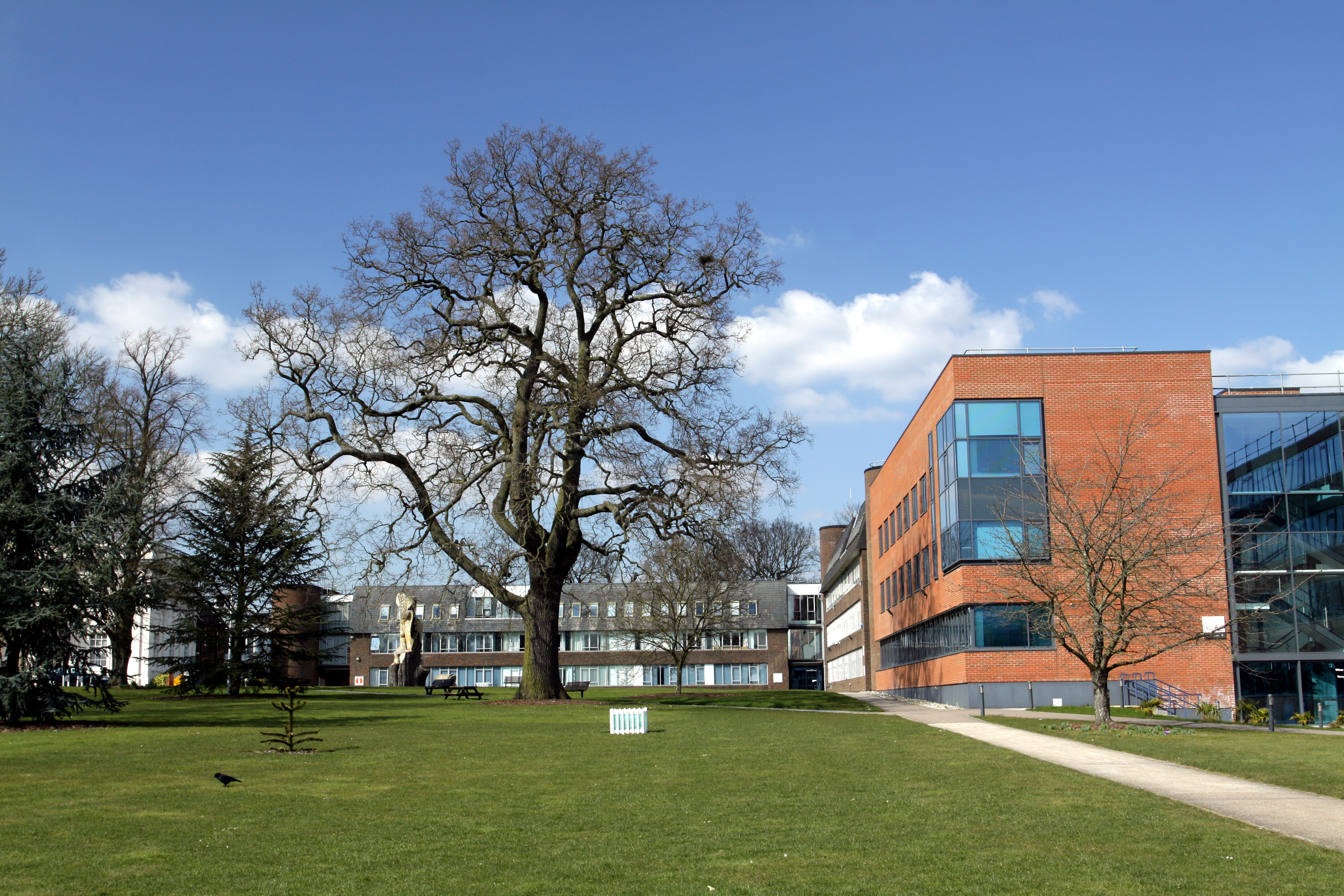
Le campus universitaire de Milton Keynes.

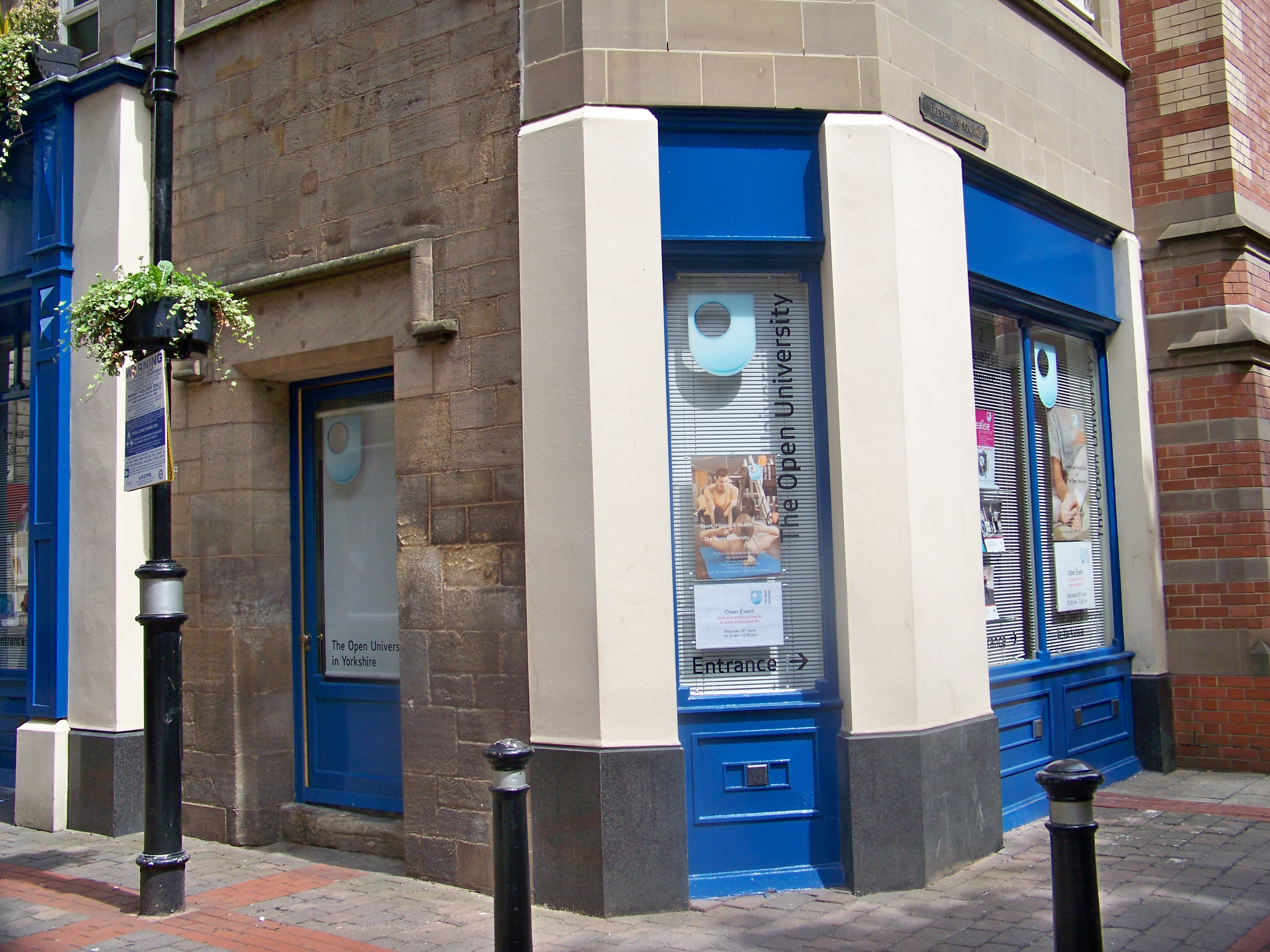
Centre Open University, Leeds.

Les étudiants de l'Open University sont de tout âge et sont très divers. Pour la plupart des cours, il n'est pas nécessaire de passer un examen ; il est seulement nécessaire d'avoir la capacité d'étudier au niveau demandé. En général, pour les cours au-dessus de la licence, il faut justifier d'études antérieures ou d'une activité donnant les acquis nécessaires. Environ 70 % des étudiants sont des travailleurs à plein temps, qui étudient pour une première (ou une deuxième) licence afin de progresser ou de changer de carrière, dont plus de 50 000 sont envoyés par leur employeur. L'université est aussi connue de ceux qui ne peuvent pas fréquenter l'université traditionnelle, soit parce qu'ils sont handicapés, à l’étranger, en prison, dans les forces armées ou parce qu'ils s'occupent d'autres membres de leur famille. Près de 10 000 étudiants sont handicapés.
La plupart des étudiants sont des adultes d'âge avancé,, mais, à cause de la diminution par le gouvernement des bourses pour les étudiants dans les universités traditionnelles, l'OU attire aussi les jeunes issus de l'enseignement secondaire qui peuvent ainsi étudier chez eux, afin de faire des économies. Au cours des années 2003 - 2004, environ 20 % des étudiants avaient moins de 25 ans. Pendant la période 1996-1997, quand le gouvernement a permis aux universités d'imposer des frais d'inscription aux étudiants, c'était 12,5 %. L'OU travaille avec certaines écoles pour familiariser leurs élèves à la licence.
De nombreux étudiants et professeurs célèbres se comptent dans ses rangs : Gordon Brown (ancien tuteur, chancelier de l'échiquier et Premier ministre du Royaume-Uni) et, parmi les étudiants : la chanteuse Joan Armatrading, l'actrice Jerry Hall ou encore la femme d'affaires sud-africaine Nonkululeko Nyembezi-Heita.

## Méthodes d'enseignement
L'enseignement de l'Open University est « excellent » selon le Quality Assurance Agency for Higher Education (l'agence pour l'assurance de la qualité de l'enseignement supérieur).
L'Open University utilise plusieurs méthodes d'enseignement à distance, y compris des matériaux écrits, des enregistrements audio, des émissions de télévision sur la BBC, des DVD, des cours sur Internet et des Mooc. Les cours utilisés sont rédigés soit par les conférenciers, soit par des professeurs extérieurs ou bien encore rédigés par des tiers à l'usage des étudiants.
Pour la plupart des cours, les étudiants sont soutenus par des tuteurs, qui leur donnent des conseils pour leurs études, soit par des séminaires, soit par téléphone, soit par courriel. Pour un certain nombre de cours de courte durée, d'une valeur de 10 points, il y a des forums en ligne qui sont tenus par les modérateurs au lieu des tuteurs.
Dans les années 1970, les émissions de l'Open University sur la BBC ont presque créé un symbole du conférencier, avec son pantalon de velours côtelé évasé et sa cravate très large. Les émissions d'aujourd'hui utilisent en général le style documentaire ou sont plus avant-gardistes. Depuis 2005 elles sont toutes diffusées pendant la première partie de soirée et attirent d'importantes audiences.

## Personnalités liées à l'Université
- Laura María Agustín, anthropologue ;
- Jonathan Bailey, acteur britannique ;
- Diana Eccles, ancienne élève ;
- Nadiya Hussain, cuisinière anglo-bangladaise, gagnante de la sixième édition de The Great British Bake Off ;
- Emelda Okiro, chercheuse kényane en santé publique, ancienne élève ;
- Ash Regan, députée du parlement écossais ;
- Abeba Birhane, chercheuse en sciences cognitives, ancienne élève.